# Major League Soccer 2006
Major League Soccer 2006 byl 11. ročník soutěže Major League Soccer působící ve Spojených státech amerických. Základní část vyhrál tým D.C. United, playoff a celou MLS vyhrál poprvé tým Houston Dynamo.
Dva zápasy za New England Revolution si zahrál záložník českého původu Jani Galik.

## Změny
Majitelé týmu San Jose Earthquakes nebyli schopni zajistit ryze fotbalový stadion, tým byl proto přemístěn do Houstonu a přejmenován na Houston Dynamo. Tým MetroStars byl odkoupen rakouskou společností Red Bull a ze sponzorských důvodů došlo k přejmenování na New York Red Bulls.

## Základní část

### Západní konference
| Poř. | Tým                | Z  | V  | R  | P  | VG | OG | B  |
| ---- | ------------------ | -- | -- | -- | -- | -- | -- | -- |
| 1.   | FC Dallas          | 32 | 16 | 4  | 12 | 48 | 44 | 52 |
| 2.   | Houston Dynamo     | 32 | 11 | 13 | 8  | 44 | 40 | 46 |
| 3.   | CD Chivas USA      | 32 | 10 | 13 | 9  | 45 | 42 | 43 |
| 4.   | Colorado Rapids    | 32 | 11 | 8  | 13 | 36 | 49 | 41 |
| 5.   | Los Angeles Galaxy | 32 | 11 | 6  | 15 | 37 | 37 | 39 |
| 6.   | Real Salt Lake     | 32 | 10 | 9  | 13 | 45 | 49 | 39 |

|  | Postup do playoff |

### Východní konference
| Poř. | Tým                    | Z  | V  | R  | P  | VG | OG | B  |
| ---- | ---------------------- | -- | -- | -- | -- | -- | -- | -- |
| 1.   | D.C. United            | 32 | 15 | 10 | 7  | 52 | 38 | 55 |
| 2.   | New England Revolution | 32 | 12 | 12 | 8  | 39 | 35 | 48 |
| 3.   | Chicago Fire           | 32 | 13 | 8  | 11 | 43 | 41 | 47 |
| 4.   | New York Red Bulls     | 32 | 9  | 12 | 11 | 41 | 41 | 39 |
| 5.   | Kansas City Wizards    | 32 | 10 | 8  | 14 | 43 | 45 | 38 |
| 6.   | Columbus Crew          | 32 | 8  | 9  | 15 | 30 | 42 | 33 |

|  | Postup do playoff |

### Celkové pořadí
| Poř. | Tým                    | Z  | V  | R  | P  | VG | OG | B  |
| ---- | ---------------------- | -- | -- | -- | -- | -- | -- | -- |
| 1.   | D.C. United (C)        | 32 | 15 | 10 | 7  | 52 | 38 | 55 |
| 2.   | FC Dallas              | 32 | 16 | 4  | 12 | 48 | 44 | 52 |
| 3.   | New England Revolution | 32 | 12 | 12 | 8  | 39 | 35 | 48 |
| 4.   | Chicago Fire (P)       | 32 | 13 | 8  | 11 | 43 | 41 | 47 |
| 5.   | Houston Dynamo         | 32 | 11 | 13 | 8  | 44 | 40 | 46 |
| 6.   | CD Chivas USA          | 32 | 10 | 13 | 9  | 45 | 42 | 43 |
| 7.   | Colorado Rapids        | 32 | 11 | 8  | 13 | 36 | 49 | 41 |
| 8.   | New York Red Bulls     | 32 | 9  | 12 | 11 | 41 | 41 | 39 |
| 9.   | Los Angeles Galaxy     | 32 | 11 | 6  | 15 | 37 | 37 | 39 |
| 10.  | Real Salt Lake         | 32 | 10 | 9  | 13 | 45 | 49 | 39 |
| 11.  | Kansas City Wizards    | 32 | 10 | 8  | 14 | 43 | 45 | 38 |
| 12.  | Columbus Crew          | 32 | 8  | 9  | 15 | 30 | 42 | 33 |

Vysvětlivky: (C) – vítěz MLS Supporters' Shield, (P) – vítěz US Open Cup
|  | Postup do CONCACAF Champions' Cup 2007  |
|  | Postup do North American SuperLiga 2007 |

## Playoff
|  | Čtvrtfinále            | Čtvrtfinále            |                 |            | Semifinále | Semifinále |  |  | Finále | Finále |
|  | Západní konference     |                        |                 |            |            |            |  |  |        |        |
|  |                        |                        |                 |            |            |            |  |  |        |        |
|  | FC Dallas              | 2 \| 2 (4)             |                 |            |            |            |  |  |        |        |
|  | FC Dallas              | 2 \| 2 (4)             |                 |            |            |            |  |  |        |        |
|  | Colorado Rapids        | 1 \| 3 (5)             |                 |            |            |            |  |  |        |        |
|  | Colorado Rapids        | 1 \| 3 (5)             | Colorado Rapids | 1          |            |            |  |  |        |        |
|  |                        |                        | Colorado Rapids | 1          |            |            |  |  |        |        |
|  |                        | Houston Dynamo         | 3               |            |            |            |  |  |        |        |
|  | CD Chivas USA          | Houston Dynamo         | 3               | 2 \| 0     |            |            |  |  |        |        |
|  | CD Chivas USA          |                        |                 | 2 \| 0     |            |            |  |  |        |        |
|  | Houston Dynamo         | 1 \| 2                 |                 |            |            |            |  |  |        |        |
|  | Houston Dynamo         | 1 \| 2                 | Houston Dynamo  | 1 (4)      |            |            |  |  |        |        |
|  | Východní konference    |                        | Houston Dynamo  | 1 (4)      |            |            |  |  |        |        |
|  |                        | New England Revolution | 1 (3)           |            |            |            |  |  |        |        |
|  | D.C. United            | New England Revolution | 1 (3)           | 1 \| 1     |            |            |  |  |        |        |
|  | D.C. United            |                        |                 | 1 \| 1     |            |            |  |  |        |        |
|  | New York Red Bulls     | 0 \| 1                 |                 |            |            |            |  |  |        |        |
|  | New York Red Bulls     | 0 \| 1                 | D.C. United     | 0          |            |            |  |  |        |        |
|  |                        |                        | D.C. United     | 0          |            |            |  |  |        |        |
|  |                        | New England Revolution | 1               |            |            |            |  |  |        |        |
|  | Chicago Fire           | New England Revolution | 1               | 1 \| 1 (2) |            |            |  |  |        |        |
|  | Chicago Fire           |                        |                 | 1 \| 1 (2) |            |            |  |  |        |        |
|  | New England Revolution | 0 \| 2 (4)             |                 |            |            |            |  |  |        |        |
|  | New England Revolution | 0 \| 2 (4)             |                 |            |            |            |  |  |        |        |

### Finále
| 12. listopadu 2006 |     |                        |                                                                     |
| Houston Dynamo     | 1:1 | New England Revolution | Pizza Hut Park, Frisco, Texas diváci: 22 427 rozhodčí: Jair Marrufo |
| Brian Ching 114'   |     | 113' Taylor Twellman   | Pizza Hut Park, Frisco, Texas diváci: 22 427 rozhodčí: Jair Marrufo |

|                                                                   |     | Penaltový rozstřel                                            |  |
| Kelly Gray Stuart Holden Dwayne De Rosario Brad Davis Brian Ching | 4:3 | Sharlie Joseph Matt Reis Pat Noonan Taylor Twellman Jay Heaps |  |

| Houston Dynamo | New England Revolution |

|                 |    |                   |      |      |
|                 |    |                   |      |      |
| GK              | 18 | Pat Onstad        |      |      |
| DF              | 16 | Craig Waibel      | 103' |      |
| DF              | 5  | Ryan Cochrane     | 99'  | 102' |
| DF              | 2  | Eddie Robinson    |      |      |
| DF              | 24 | Wade Barrett (C)  |      |      |
| MF              | 9  | Brian Mullan      |      |      |
| MF              | 14 | Dwayne De Rosario |      |      |
| MF              | 51 | Adrian Serioux    |      | 114' |
| MF              | 11 | Brad Davis        | 23'  |      |
| FW              | 25 | Brian Ching       |      |      |
| FW              | 8  | Paul Dalglish     |      | 81'  |
| Náhradníci:     |    |                   |      |      |
| GK              | 1  | Zach Wells        |      |      |
| DF              | 4  | Chris Aloisi      |      |      |
| DF              | 3  | Kevin Goldthwaite |      |      |
| DF              | 6  | Kelly Gray        |      | 102' |
| MF              | 22 | Stuart Holden     |      | 114' |
| MF              | 7  | Chris Wondolowski |      |      |
| FW              | 15 | Alejandro Moreno  |      | 81'  |
| Trenér:         |    |                   |      |      |
| Dominic Kinnear |    |                   |      |      |

| GK          | 1  | Matt Reis           |     |      |
| DF          | 6  | Jay Heaps           |     |      |
| DF          | 4  | Avery John          |     |      |
| DF          | 15 | Michael Parkhurst   |     |      |
| MF          | 25 | Andy Dorman         |     | 62'  |
| MF          | 8  | Joe Franchino (C)   | 16' | 53'  |
| MF          | 3  | Daniel Hernández    |     | 111' |
| MF          | 21 | Shalrie Joseph      |     |      |
| MF          | 14 | Steve Ralston       |     |      |
| FW          | 11 | Pat Noonan          |     |      |
| FW          | 20 | Taylor Twellman     |     |      |
| Náhradníci: |    |                     |     |      |
| GK          | 12 | Doug Warren         |     |      |
| DF          | 16 | James Riley         |     |      |
| MF          | 31 | Jeff Larentowicz    |     | 111' |
| FW          | 30 | José Manuel Abundis |     |      |
| FW          | 7  | José Cancela        |     |      |
| FW          | 2  | Clint Dempsey       |     | 62'  |
| FW          | 18 | Khano Smith         |     | 53'  |
| Trenér:     |    |                     |     |      |
| Steve Nicol |    |                     |     |      |

#### Vítěz
| Major League Soccer 2006 Houston Dynamo 1. titul B: Hutton, Onstad, Wells O: Aloisi, Barrett, Cochrane, Goldthwaite, Gray, Ianni, Robinson, Waibel Z: Chabala, Clark, Davis, De Rosario, Holden, Lanes, Moloi, Mullan, Serioux, Wondolowski Ú: Ching, Dalglish, Moreno, Nash, Storey Trenér: Dominic Kinnear |

## MLS All-Star Game 2006
| 5. srpna 2006         |     |            |                                                                         |
| MLS All-Stars         | 1:0 | Chelsea FC | Toyota Park, Chicago, Illinois diváci: 21 210 rozhodčí: Abiodun Okulaja |
| Dwayne De Rosario 70' |     |            | Toyota Park, Chicago, Illinois diváci: 21 210 rozhodčí: Abiodun Okulaja |

| MLS All-Stars | Chelsea |

| MLS All-Stars: |    |                    |  |     |
|                |    |                    |  |     |
| GK             | 1  | Troy Perkins       |  | 46' |
| RB             | 32 | Bobby Boswell      |  |     |
| CB             | 4  | Facundo Erpen      |  |     |
| CB             | 12 | Jimmy Conrad       |  | 46' |
| LB             | 5  | Chris Albright     |  | 46' |
| RM             | 14 | Dwayne De Rosario  |  |     |
| CM             | 13 | Christian Gómez    |  | 46' |
| CM             | 8  | Richard Mulrooney  |  | 46' |
| LM             | 17 | Joshua Gros        |  |     |
| CF             | 15 | Brian Ching        |  | 46' |
| CF             | 99 | Jaime Moreno       |  | 46' |
| Náhradníci:    |    |                    |  |     |
| GK             | 22 | Joe Cannon         |  | 46' |
| DF             | 2  | Eddie Robinson     |  | 46' |
| DF             | 6  | Ronnie O'Brien     |  | 46' |
| MF             | 9  | Freddy Adu         |  | 46' |
| MF             | 26 | Ricardo Clark      |  | 46' |
| FW             |    | Nate Jaqua         |  | 46' |
| FW             | 11 | Alecko Eskandarian |  | 46' |
| Trenér:        |    |                    |  |     |
| Piotr Nowak    |    |                    |  |     |

| Chelsea:      |    |                       |  |     |     |
|               |    |                       |  |     |     |
| GK            | 23 | Carlo Cudicini        |  | 64' |     |
| RB            | 14 | Geremi Njitap         |  |     |     |
| CB            | 20 | Paulo Ferreira        |  | 46' |     |
| CB            | 26 | John Terry            |  |     |     |
| LB            | 18 | Wayne Bridge          |  | 46' |     |
| DM            | 5  | Michael Essien        |  |     |     |
| CM            | 13 | Michael Ballack       |  | 46' |     |
| CM            | 8  | Frank Lampard         |  |     |     |
| RW            | 24 | Shaun Wright-Phillips |  | 46' |     |
| LW            | 11 | Didier Drogba         |  | 46' |     |
| CF            | 7  | Andrij Ševčenko       |  | 46' |     |
| Náhradníci:   |    |                       |  |     |     |
| GK            | 40 | Henrique Hilário      |  | 64' |     |
| DF            | 6  | Ricardo Carvalho      |  | 46' |     |
| DF            | 43 | Ryan Bertrand         |  |     |     |
| DF            | 44 | Michael Mancienne     |  |     |     |
| MF            | 10 | Joe Cole              |  | 46' | 52' |
| MF            | 12 | John Obi Mikel        |  | 46' |     |
| MF            | 16 | Arjen Robben          |  | 46' |     |
| MF            | 19 | Lassana Diarra        |  | 46' |     |
| MF            | 46 | Jimmy Smith           |  | 52' |     |
| MF            | 48 | Michael Woods         |  |     |     |
| FW            | 21 | Salomon Kalou         |  | 46' |     |
| Trenér:       |    |                       |  |     |     |
| José Mourinho |    |                       |  |     |     |

## Ocenění

### Nejlepší hráči
- Nejlepší hráč:  Christian Gómez (D.C. United)
- Nejproduktivnější hráč:  Jeff Cunningham (Real Salt Lake)
- Obránce roku:  Bobby Boswell (D.C. United)
- Brankář roku:  Troy Perkins (D.C. United)
- Nováček roku:  Jonathan Bornstein (CD Chivas USA)
- Trenér roku:  Bob Bradley (CD Chivas USA)
- Comeback roku:  Richard Mulrooney (FC Dallas)
- Gól roku:  Brian Ching (Houston Dynamo)
- Cena Fair Play:  Chris Klein (Real Salt Lake)
- Humanista roku:  Michael Parkhurst (New England Revolution)

#### MLS Best XI 2006
| Brankář                    | Obránci                                                                                                | Záložníci | Útočníci                                                    |
| -------------------------- | --- | --- | ----------------------------------------------------------- |
| Troy Perkins (D.C. United) | Bobby Boswell (D.C. United) Jose Burciaga Jr. (Kansas City Wizards) Jimmy Conrad (Kansas City Wizards) | Ricardo Clark (Houston Dynamo) Clint Dempsey (New England Revolution) Dwayne De Rosario (Houston Dynamo) Christian Gómez (D.C. United) Justin Mapp (Chicago Fire) | Jeff Cunningham (Real Salt Lake) Jaime Moreno (D.C. United) |